# Isla Grant
La isla Grant es un isla cubierta por el hielo, de unas 20 millas de largo por unas 10 millas de ancho, se ubica a 5 millas al este de la pequeña isla Shepard de la costa de la Tierra de Marie Byrd. La isla Grant está localizada en las coordenadas 74°28′S 131°35′O / -74.467, -131.583. Como la isla Shepard, la isla Grant está rodeada por la barrera de hielo de Getz excepto por su costa norte. La isla Grant fue descubierta y cartografiada por el personal del rompehielos USS Glacier (AGB-4) el 4 de febrero de 1962 y fue llamada así por el Consejo Asesor de los Estados Unidos sobre Nombres Antárticos (EE. UU-ACAN) en honor al comandante, E. G. Grant, el Oficial al mando del USS Glacier en el momento del descubrimiento.
La isla es terra nullius, no siendo reclamada por ningún país, quedando sujeta a los términos del Tratado Antártico.
- Datos: Q1543171